# Seminářská
Seminářská ulice na Starém Městě v Praze spojuje Karlovu ulici a Mariánské náměstí. Název ulice je odvozen od kněžského semináře, který byl v budovách sousedního Klementina.

## Historie a názvy
Ulice vznikla kolem roku 1556 po stavbě jezuitského Klementina, zdi kterého tvoří celou její západní část. O použití názvu ulice "Seminářská" je první písemný záznam z konce 18. století.

## Budovy, firmy a instituce
- Klementinum - Seminářská 1, Karlova 1[3]
- Dům U Zlaté studně - Seminářská 2, Karlova 3[4]
- Dům U Panny Marie - Seminářská 4[5]
- Dům U Černé hvězdy - Seminářská 6[6]
- Trauttmannsdorfský palác - Seminářská 8, Mariánské náměstí 4, Husova 25